# هيلانة مصر
هيلانة (نشطت في القرن الرابع قبل الميلاد في مصر) كانت رسامة، تعلمت حرفتها من والدها تيمون الذي كان أيضًا فنانًا. عملت في الفترة التي تلت وفاة الإسكندر الأكبر عام 323 قبل الميلاد. رسمت هيلانة مشهدًا للإسكندر يهزم الحاكم الفارسي، داريوس الثالث، في معركة إسوس في جنوب آسيا الصغرى.
كتب بلينيوس الأكبر أن «معركة إسوس» هي العمل المسجل الوحيد لهيلانة، والذي يوجد فيه استنساخ فسيفساء. في الواقع، تم العثورعلى استنساخ الفسيفساء في بومبي. يتم التنازع على هذا الإسناد بسبب جنس هيلانة. لم يتم اكتشاف أي أعمال فسيفسائية أخرى معروفة من قبل المرأة من هذه الفترة في التاريخ.